# Убей чжи
«Убей чжи» (кит.: 武備志, wǔbèizhì, «Записки про зброю і [військове] спорядження») — енциклопедія з військової справи, укладена Мао Юаньї (кит.: 茅元仪, Máo Yuányí; 1594—1640?), також широко відома під своєю японською перекладеною назвою "Бубіші". Була піднесена останньому імператору династії Мін Чжученю при вступі на престол 1628 року.
Енциклопедія складається з 240 цзюанів (сувоїв) і є найбільшою за обсягом військовою енциклопедією старого Китаю. "Убей чжи" містить 240 томів, 10 405 сторінок і понад 200 000 китайських ієрогліфів.